# Ľudovít Koiš
Ľudovít Koiš (* 9. srpna 1935, Hrnčiarovce nad Parnou – 14. května 2012, Trenčín) byl slovenský fotbalista, útočník, reprezentant Československa. V československé reprezentaci odehrál roku 1958 jedno utkání (přátelský zápas s Bulharskem), jednou nastoupil v reprezentačním B-mužstvu. V československé lize odehrál 190 utkání a vstřelil 43 branek. Hrál za Spartak Trnava (1957-1959) a Jednotu Trenčín (1960-1967).